# Marko Friedrich
Marko Friedrich (* 21. Juni 1991 in Roth) ist ein deutscher Eishockeyspieler, der zuletzt bis zum Ende der Saison 2023/24 beim ERC Ingolstadt aus der Deutschen Eishockey Liga (DEL) unter Vertrag gestanden und dort auf der Position des Centers gespielt hat. Zuvor war Friedrich bereits für die Iserlohn Roosters und Nürnberg Ice Tigers in der DEL aktiv.

## Karriere
Marko Friedrich stammt aus dem Nachwuchs des EHC 80 Nürnberg und spielte von 2006 bis 2009 für den EV Landshut in der Deutschen Nachwuchsliga (DNL). Zur Saison 2009/10 wechselte er zum EV Ravensburg in die 2. Bundesliga. Ein Jahr später gewann er mit seinem Team die Meisterschaft. In der Saison 2012/13 wurde Friedrich viertbester Scorer seines Teams und verlängerte seinen Vertrag um ein Jahr.
Im Mai 2013 unterschrieb der Stürmer einen mehrjährigen Vertrag bei den Iserlohn Roosters aus der Deutschen Eishockey Liga (DEL), blieb aber noch ein Jahr in Ravensburg. Dort bestätigte er seine Leistungen aus dem Vorjahr und wechselte zur Saison 2014/15 ins Sauerland. Für die Roosters absolvierte er bis 2021 insgesamt 288 Einsätze Hauptrundenspiele, wobei er 38 Tore und 58 Assists erzielte, sowie 17 Spiele in den Playoffs (2 Tore, 3 Assists). Im Sommer 2021 kehrte er nach Nürnberg zurück und wurde von den Nürnberg Ice Tigers verpflichtet. Ein Jahr später wechselte er innerhalb der Liga zum ERC Ingolstadt, mit dem er die Finalserie der Playoffs erreichte und Vizemeister wurde.

## Erfolge und Auszeichnungen
- 2011 Meister der 2. Bundesliga mit dem EV Ravensburg
- 2023 Deutscher Vizemeister mit dem ERC Ingolstadt

## Karrierestatistik
Stand: Ende der Saison 2023/24
(Legende zur Spielerstatistik: Sp oder GP = absolvierte Spiele; T oder G = erzielte Tore; V oder A = erzielte Assists; Pkt oder Pts = erzielte Scorerpunkte; SM oder PIM = erhaltene Strafminuten; +/− = Plus/Minus-Bilanz; PP = erzielte Überzahltore; SH = erzielte Unterzahltore; GW = erzielte Siegtore; 1 Play-downs/Relegation; Kursiv: Statistik nicht vollständig)